# 新羅克福德鎮區 (北達科他州埃迪縣)
新羅克福德鎮區（英語：New Rockford Township）是位於美國北達科他州埃迪縣的一個鎮區。

## 地方資料
新羅克福德鎮區的面積為89.98平方千米，當中陸地面積為89.40平方千米，而水域面積為0.58平方千米。根據2020年美國人口普查的數據，當地共有人口94人，而人口密度為每平方千米1.04人。